# دولت موقت محمدرضا مهدوی کنی
محمدرضا مهدوی کنی از ۱۱ شهریور تا ۷ آبان ۱۳۶۰ نخست‌وزیر ایران بود. در پی بمب‌گذاری در دفتر نخست‌وزیری در ۸ شهریور و کشته شدن محمدجواد باهنر نخست‌وزیر و محمدعلی رجایی رئیس‌جمهور، شورای موقت ریاست‌جمهوری به عضویت اکبر هاشمی رفسنجانی رئیس مجلس و عبدالکریم موسوی اردبیلی رئیس دیوان عالی تشکیل شد. برای انتخاب نخست‌وزیر نام محمد غرضی، اکبر پرورش (که اعضای حزب جمهوری اسلامی بیشتر موافق با او بودند) مهدوی کنی (که نمایندگان مجلس عمدتاً با او موافق بودند) مطرح بود که نهایتاً شورای ریاست‌جمهوری در ۱۰ شهریور محمدرضا مهدوی کنی را که عهده‌دار سمت وزارت کشور در کابینهٔ باهنر بود به نخست‌وزیری برگزید. وی در ۱۱ شهریور ۱۳۶۰ کابینه موقت خود را تشکیل داد و وزرا را به مجلس معرفی کرد. همهٔ پست‌ها مشابه کابینهٔ باهنر بود، تنها علی‌اکبر ناطق نوری جایگزین مهدوی کنی در وزارت کشور شده و برای پست وزارت راه هادی نژادحسینیان معرفی شد. کابینه با ۱۷۰ رأی موافق، ۱۳ رأی ممتنع و ۴ رأی مخالف رأی اعتماد گرفت.
دولت موقت مهدوی کنی پس از برگزاری انتخابات ریاست جمهوری و انتخاب علی خامنه‌ای به ریاست جمهوری و معرفی میرحسین موسوی به عنوان نخست وزیر در ۷ آبان ۱۳۶۰ به فعالیت خود خاتمه داد.

## هیئت دولت
| نخست‌وزیر                                 |  | محمدرضا مهدوی کنی     | ۱۱ شهریور ۱۳۶۰ | ۷ آبان ۱۳۶۰  | روحانیت مبارز  | [ ۱ ] |
| وزیران                                   |  |                       |                |              |                |       |
| وزیر آموزش و پرورش                       |  | سید علی‌اکبر پرورش     | ۱۲ شهریور ۱۳۶۰ | ۱۱ آبان ۱۳۶۰ | جمهوری اسلامی  | [ ۲ ] |
| وزیر ارشاد ملی                           |  | عبدالمجید معادیخواه   | ۱۲ شهریور ۱۳۶۰ | ۱۱ آبان ۱۳۶۰ | جمهوری اسلامی  | [ ۲ ] |
| وزیر امور اقتصادی و دارایی               |  | حسین نمازی            | ۱۲ شهریور ۱۳۶۰ | ۱۱ آبان ۱۳۶۰ | جمهوری اسلامی  | [ ۲ ] |
| وزیر امور خارجه                          |  | میرحسین موسوی         | ۱۲ شهریور ۱۳۶۰ | ۲۴ آذر ۱۳۶۰  | جمهوری اسلامی  | [ ۲ ] |
| وزیر بازرگانی                            |  | حبیب‌الله عسگراولادی   | ۱۲ شهریور ۱۳۶۰ | ۱۱ آبان ۱۳۶۰ | جمهوری اسلامی  | [ ۲ ] |
| وزیر بهداری                              |  | هادی منافی            | ۱۲ شهریور ۱۳۶۰ | ۱۱ آبان ۱۳۶۰ | جمهوری اسلامی  | [ ۲ ] |
| وزیر پست و تلگراف و تلفن                 |  | سید مرتضی نبوی        | ۱۲ شهریور ۱۳۶۰ | ۱۱ آبان ۱۳۶۰ | جمهوری اسلامی  | [ ۲ ] |
| وزیر دادگستری                            |  | سید محمد اصغری        | ۱۲ شهریور ۱۳۶۰ | ۱۱ آبان ۱۳۶۰ | جمهوری اسلامی  | [ ۲ ] |
| وزیر دفاع ملی                            |  | سید موسی نامجو        | ۱۲ شهریور ۱۳۶۰ | ۷ مهر ۱۳۶۰   | نظامی          | [ ۲ ] |
| وزیر راه و ترابری                        |  | محمدهادی نژادحسینیان  | ۱۲ شهریور ۱۳۶۰ | ۱۱ آبان ۱۳۶۰ | جمهوری اسلامی  | [ ۲ ] |
| وزیر صنایع                               |  | سید مصطفی هاشمی‌طبا    | ۱۲ شهریور ۱۳۶۰ | ۱۱ آبان ۱۳۶۰ | مستقل          | [ ۲ ] |
| وزیر فرهنگ و آموزش عالی                  |  | محمدعلی نجفی          | ۱۲ شهریور ۱۳۶۰ | ۱۱ آبان ۱۳۶۰ | مستقل          | [ ۲ ] |
| وزیر کار و امور اجتماعی                  |  | سید محمد میرمحمدصادقی | ۱۲ شهریور ۱۳۶۰ | ۱۱ آبان ۱۳۶۰ | جمهوری اسلامی  | [ ۲ ] |
| وزیر کشاورزی و عمران روستایی             |  | محمد سلامتی           | ۱۲ شهریور ۱۳۶۰ | ۱۱ آبان ۱۳۶۰ | مجاهدین انقلاب | [ ۲ ] |
| وزیر کشور                                |  | سید کمال‌الدین نیک‌روش  | ۱۲ شهریور ۱۳۶۰ | ۱۱ آبان ۱۳۶۰ | جمهوری اسلامی  | [ ۲ ] |
| وزیر مسکن و شهرسازی                      |  | محمدشهاب گنابادی      | ۱۲ شهریور ۱۳۶۰ | ۱۱ آبان ۱۳۶۰ | مجاهدین انقلاب | [ ۲ ] |
| وزیر معادن و فلزات                       |  | سید حسین موسویانی     | ۱۲ شهریور ۱۳۶۰ | ۱۱ آبان ۱۳۶۰ | جمهوری اسلامی  | [ ۲ ] |
| وزیر نفت                                 |  | سید محمد غرضی         | ۱۲ شهریور ۱۳۶۰ | ۱۱ آبان ۱۳۶۰ | مستقل          | [ ۲ ] |
| وزیر نیرو                                |  | حسن غفوری‌فرد          | ۱۲ شهریور ۱۳۶۰ | ۱۱ آبان ۱۳۶۰ | جمهوری اسلامی  | [ ۲ ] |
| وزیران مشاور                             |  |                       |                |              |                |       |
| وزیر مشاور در امور اجرایی                |  | بهزاد نبوی            | ۱۲ شهریور ۱۳۶۰ | ۱۱ آبان ۱۳۶۰ | مجاهدین انقلاب | [ ۲ ] |
| رئیس سازمان برنامه و بودجه               |  | محمدتقی بانکی         | ۱۲ شهریور ۱۳۶۰ | ۱۱ آبان ۱۳۶۰ | جمهوری اسلامی  | [ ۲ ] |
| رئیس سازمان بهزیستی کشور                 |  | محمود روحانی          | ۱۲ شهریور ۱۳۶۰ | ۱۱ آبان ۱۳۶۰ | جمهوری اسلامی  | [ ۲ ] |
| معاونان نخست‌وزیر                         |  |                       |                |              |                |       |
| معاون امور حقوقی و مجلس                  |  | سید احمد اشرف اسلامی  | ۱۱ شهریور ۱۳۶۰ | ۷ آبان ۱۳۶۰  | جمهوری اسلامی  |       |
| دبیرکل سازمان امور اداری و استخدامی کشور |  | عبدالله جاسبی         | ۱۱ شهریور ۱۳۶۰ | ۷ آبان ۱۳۶۰  | جمهوری اسلامی  |       |
| رئیس بنیاد مستضعفان انقلاب اسلامی        |  | محمود کریمی نوری      | ۱۱ شهریور ۱۳۶۰ | ۷ آبان ۱۳۶۰  | مستقل          |       |
| رئیس دفتر اطلاعات و تحقیقات              |  | خسرو تهرانی           | ۱۱ شهریور ۱۳۶۰ | ۷ آبان ۱۳۶۰  | مستقل          |       |
| رئیس سازمان اوقاف                        |  | محمدرضا اعتمادیان     | ۱۱ شهریور ۱۳۶۰ | ۷ آبان ۱۳۶۰  | جمهوری اسلامی  | [ ۳ ] |
| رئیس سازمان تربیت بدنی                   |  | مصطفی داوودی          | ۱۱ شهریور ۱۳۶۰ | ۷ آبان ۱۳۶۰  | مستقل          |       |
| رئیس سازمان حفاظت محیط زیست              |  | رضاحسین میرزاطاهری    | ۱۱ شهریور ۱۳۶۰ | ۷ آبان ۱۳۶۰  | جمهوری اسلامی  |       |